# Grădina Botanică din Galați
Grădina Botanică "Răsvan Angheluță" din Galați este situată pe malul stâng al Dunării. A fost înființată în 1992. Grădina Botanică este parte componentă a Complexului Muzeal de Științe ale Naturii. Prima plantare s-a efectuat în 1994.

## Structură
Grădina Botanică este structurată pe șase sectoare: 
1. Ornamental
2. Serele
3. Plante utile
4. Rosarium
5. Flora și vegetația României (5,3 ha)
6. Flora Globului

Până acum adăpostește peste 2.500 taxoni. Au fost deja organizate colecția de citrice, rozariul și grădina japoneză. În 2002 au fost incluse în circuitul public cei 25.000 m2 de seră cu palmieri. În 1996 a fost elaborat și tipărit primul catalog de semințe cu contribuția specialiștilor din această instituție.

## Patrimoniu
Patrimoniul Grădinii Botanice din Galați este format din 260.846 de exemplare de arbori, arbuști și flori. Rosariumul are 5.517 exemplare de trandafiri din aproape 300 de soiuri.